# Mansores
Mansores é uma povoação portuguesa sede da Freguesia de Mansores do Município de Arouca, freguesia com 14,08 km² de área e 1100 habitantes (censo de 2021), tendo, por isso, uma densidade populacional de 78,1 hab./km².

## Lugares
Além da sede, a freguesia está dividida em 20 lugares: Agras, Avitureira, Bouça, Casal, Castêlo, Concha, Costa, Crasto, Espinheiro, Estrada, Juncido, Leira, Mata, Mouta, Pias, Ribeira, Serra da Vila, Vale, Vila e Vista Alegre.

## História
Mansores é uma freguesia do Município de Arouca e Distrito de Aveiro; encontra-se inserida numa zona relativamente montanhosa, a cerca de 14 km da sede municipal.
O seu orago é a mártir Santa Cristina; pouco se conhece acerca desta mártir; sabe-se, no entanto, que o instrumento do seu martírio foi uma tenaz. Mansores foi curato, sendo o pároco apresentado pelo reitor de Escariz. Fez parte da Terra de Santa Maria.
Arqueologicamente o local é muito rico, embora não tenham sido feitas prospecções nesse domínio. Existem várias mamoas dentro do perímetro da freguesia, e as épocas do cobre, bronze e ferro estão testemunhadas por achados ocasionais e pela toponímia. São muitos os documentos medievais que se referem a Mansores. O terramoto de 1755 fez alguns estragos na freguesia. A Igreja foi reedificada e acrescentada. A primeira pedra para esta reedificação foi lançada a 12 de Junho de 1861.
Em 1527, a freguesia tinha 52 fogos. Em 1758, o cura dá-lhe, entre os maiores, menores, presentes e ausentes, 489 pessoas numa distribuição de 123 vizinhos. O recenseamento de 1981 atribui a Mansores 1180 habitantes, e o de 1991, 1125 habitantes.
Sobre Mansores, refere o Dicionário Geográfico, de 1747, do Padre Luís Cardoso: 
“1-Esta terra he da província da beira Alta do bispado do Porto, comarca de Esgueira, termo da Vila da Feira, e freguesia de Santa Chrestina de Mansores. 2-“He do Infantado, mas como faleceo o Senhor Infante, parece sera de El-Rei meu Senhor de prezente”. 4-“Esta situada em montes altos, e alguns deles baixos; as povoações que aqui se descobrem sam o valle de Arouca, que he vizinho, e daqui a villa cabbeça e fim do valle distam duas legoas e meia, mais se descobrem muntas seras para a parte do rio Douro, o qual daqui dista perto de tres legoas, e também o Porto que dista oito legoas”. 6“-Tem dezoito lugares que se chamam Bousa, Pouzafolles, Ribeira, Povoas, Carritel, Espinheiro, Concha, Valle, Costa, Villa, Crasto, Juncido, Leira, Estrada, Cazal, Agras, Malta e Avittoreira”. 13-“Tem duas hermidas huma de Nossa Senhora do Rozario pegada a um lugar da Villa que pertence a todo o povo da freguezia; outra de Santo António junto ao lugar das Agras que moreu seu dono e admenistrador sem ter filhos, e quer ser seu erdeiro um João André”. 14-“As tais ermidas nam acode romagem de fora”. 15-“Os fructos desta terra que os moradores recolhem em mais abundância he milho graudo, e vinho. E algum senteio, mas pouco, e inda se compra bastante milho de fora por nam chegar o de ca”.
E sobre a serra, continua o relatório: “1-Chama-se o Castello, por nela existir o citio de hum castello de mouros”.
Atualmente com cerca de 1100 habitantes, o número de recenseados da Freguesia de Mansores é inferior a 1000 cidadãos eleitores. As principais atividades económicas são a construção civil, a agricultura e a indústria, nomeadamente madeiras, metalomecânica, plásticos e moldes, calçado, etc.

## Demografia
A população registada nos censos foi:
| Distribuição da População por Grupos Etários | Distribuição da População por Grupos Etários | Distribuição da População por Grupos Etários | Distribuição da População por Grupos Etários | Distribuição da População por Grupos Etários |
| -------------------------------------------- | -------------------------------------------- | -------------------------------------------- | -------------------------------------------- | -------------------------------------------- |
| Ano                                          | 0-14 Anos                                    | 15-24 Anos                                   | 25-64 Anos                                   | > 65 Anos                                    |
| 2001                                         | 229                                          | 189                                          | 539                                          | 198                                          |
| 2011                                         | 176                                          | 133                                          | 595                                          | 177                                          |
| 2021                                         | 165                                          | 118                                          | 614                                          | 203                                          |

## Património
Para satisfazer a sede de cultura dos seus visitantes, esta freguesia tem para oferecer:
- Igreja Matriz, reconstruída em 1861
- Capelas de Nossa Senhora do Rosário e de Santo António
- Cruzes dos Passos
- Cruzeiro paroquial
- Casa das Terças com capela
- Vestígios romanos e dolménicos
- Paisagens Naturais de extraordinária beleza, fruto da sua inserção no espaço da Serra da Vila e da Vista Alegre.

## Gastronomia
São iguarias da região a Vitela e Cabrito assados no forno, que se podem degustar nos restaurantes da freguesia. Os néctares da região, são os vinhos Verdes (Região Demarcada). Dos doces regionais, faz parte a confeitaria da Sopa Seca.

## Festas
Festa em honra de Santa Quitéria, que se realiza na Igreja Matriz, no primeiro domingo de junho, de Santa Cristina, a padroeira, que se comemora no primeiro domingo após 22 de julho, de Nossa Senhora do Rosário, no lugar da Vila, no terceiro domingo de agosto e de Santo António, que se celebra no lugar das Agras, no primeiro domingo de setembro.

## Artesanato
Para não esquecer a manufatura do passado, permanecem vivas as artes de artesão, através de artefatos de tecelagem, nomeadamente as mantas.

## Desenvolvimento económico
No âmbito das atividades económicas da freguesia as principais são a agricultura, a pecuária, a industria de madeiras e a construção civil, com vários empreiteiros sediados neste local. Do setor secundário, destaca-se a existência de duas zonas industriais  com cerca de 25 lotes, já vendidos. As principais atividades geradoras de emprego estão relacionadas com o setor das madeiras, assim como fábricas de metalomecânica, moldes, colchões e calçado, entre outras. Do setor terciário regista-se a existência de alguns estabelecimentos de venda a retalho de produtos alimentares e não alimentares. 

## Ação Social
Não descurando esta importante área de ação, esta freguesia tem a dispor dos seus habitantes um jardim de infância, um centro de dia e creche que tem uma assistente social a tempo inteiro e apoio domiciliário.

## Ensino
No âmbito da educação, esta freguesia mune-se de algumas infraestruturas como uma escola pública do ensino básico do primeiro ciclo.

## Desporto e Cultura
Preocupados com o desenvolvimento integral do local, esta freguesia dota-se de alguns meios. Assim, a nível de equipamentos desportivos, a freguesia possui um campo de futebol de 11 (com capacidade para 1000 espetadores, relvado sintético, bancada coberta e cadeiras), um polidesportivo localizado no lugar das Agras, e um campo de futebol de sete localizado junto ás escolas no lugar da Serra da Vila. 
A nível cultural, a freguesia para além do serviço de biblioteca itinerante, conta com o apoio e atividade da Associação Cultural e Recreativa de Mansores e da União Desportiva de Mansores que, para além da participação no campeonato distrital da 1.ª divisão de Aveiro de futebol, possui equipas  de escalões jovens. Também organiza vários eventos de índole cultural e recreativo ao longo do ano, com concursos de karaoke (infantil e sénior), semanas culturais, jogos tradicionais, desfolhadas à moda antiga e torneios de futebol (sénior, juvenil e femininos). 